# في حياتنا
في حياتنا – متحدون من أجل فلسطين (بالإنجليزية: Within Our Lifetime – United For Palestine (WOL)) هي منظمة ناشطة مؤيدة للفلسطينيين ومعادية للصهيونية تنشط بشكل أساسي في مدينة نيويورك. تأسست المنظمة وتقودها حاليًا المسلمة الفلسطينية الأمريكية نردين كسواني. يتمركزون في باي ريدج [الإنجليزية]، وهو حي في بروكلين يعد موطنًا لأغلبية الفلسطينيين في مدينة نيويورك. وقد وصفتهم صحيفة جيروزالم بوست بأنهم المجموعة الناشطة الرائدة المؤيدة للفلسطينيين في المنطقة.
تنظم منظمة العمل العالمية حول أربعة مبادئ: حق العودة الفلسطيني، ومعاداة الصهيونية، والحق الفلسطيني في المقاومة، والأممية. في حين أن المنظمة تركز على التحرير الفلسطيني، فهي أيضًا معادية للإمبريالية بشكل عام. أشادت منظمة في حياتنا بحماس وانخرطت في تكتيكات الاحتجاج المواجهة، مما أثار انتقادات من سياسيين مثل ألكسندريا أوكاسيو كورتيز. هاجم أحد أعضاء منظمة في حياتنا متظاهرًا يهوديًا مضادًا، مات جرينمان [الإنجليزية]، في عام 2022.

## الأصل والوصف
تأسست منظمة طلاب نيويورك من أجل العدالة في فلسطين في عام 2015. وقد اتخذ اسمه الحالي في عام 2018. تم اختيار اسم «في حياتنا» كتعبير عن ثقة نيردين كسواني في التحرير الفلسطيني الوشيك، كما انعكس في أحد هتافات الاحتجاج التي رفعتها المجموعة، «سنحرر فلسطين، في حياتنا!» كسواني هي ابنة لاجئين فلسطينيين من بيت إكسا. ولدت في الأردن لكنها نشأت في بروكلين، حيث كان والداها يمتلكان مطعمًا. كانت في السابق رئيسة منظمة طلاب من أجل العدالة في فلسطين (SJP) في كلية الحقوق بجامعة مدينة نيويورك [الإنجليزية]. وإلى جانب الكسواني، من بين المنظمين البارزين الآخرين عبد الله عقل وفاطمة محمد. في حياتنا نشطة في الحرم الجامعي، وخاصة في منطقة مدينة نيويورك. وقد شارك اليهود من طائفة ناطوري كارتا المناهضة للصهيونية في احتجاجات منظمة العمل العالمية في كثير من الأحيان. لا يتم تسجيل في حياتنا قانونيًا كمنظمة غير ربحية وليس لديها موظفون مدفوع الأجر. إنها تضم بضع عشرات من الأعضاء وتجذب مظاهراتها عادة بضع مئات من المشاركين.

## احتجاجات الحرب على غزة

### دعم العنف السياسي الفلسطيني
أعربت منظمة التحرير الفلسطينية عن دعمها لحركة حماس والعنف السياسي الفلسطيني ضد إسرائيل بشكل عام. بعد عملية طوفان الأقصى، ساعدت منظمة في حياتنا في تنظيم مسيرات مناهضة لإسرائيل في نيويورك، وأصدرت بيانًا يدعم العنف الفلسطيني ضد إسرائيل: «إن دعم التحرير الفلسطيني هو دعم أي وسيلة ضرورية لتحقيقه. لم تتحقق الحرية إلا من خلال المقاومة». في نهاية أكتوبر، أشاد موقع في حياتنا الإلكتروني بهجوم حماس. وقد تم استبداله لاحقًا بإدانة العمليات العسكرية الإسرائيلية في قطاع غزة.
في 10 يونيو 2024، نظمت منظمة في حياتنا احتجاجًا في معرض إحياء ذكرى مذبحة مهرجان نوفا الموسيقي في 7 أكتوبر. أشعل المتظاهرون الشماريخ، ولوحوا بأعلام حماس حزب الله، ورفعوا لافتات تحمل رسائل مثل «عاش السابع من أكتوبر» و«الصهاينة ليسوا يهودًا ولا بشرًا». وسُجِّلت صور للمتظاهرين وهم يرددون شعارات مؤيدة للفلسطينيين ومعادية لإسرائيل. وقد أدان مسؤولون حكوميون هذا الاحتجاج، بما في ذلك المتحدث باسم البيت الأبيض أندرو بيتس، ورئيس بلدية نيويورك إريك آدامز، والممثل ريتشي توريس. كما اتهمت ألكساندريا أوكاسيو كورتيز وجامال بومان منظمة في حياتنا بمعاداة السامية.

### التعارض مع الحزب الديمقراطي
أعربت منظمة في حياتنا عن عدائها للرئيس الأمريكي جو بايدن ورئيس بلدية مدينة نيويورك إريك آدامز بسبب مواقفهما المؤيدة لإسرائيل، وتختلف عن الجماعات الأخرى المؤيدة للفلسطينيين مثل صوت اليهود من أجل السلام والاشتراكيين الديمقراطيين في أمريكا في أنها لا ترغب في العمل مع الحزب الديمقراطي.
في 28 مارس 2024، نظمت منظمة في حياتنا ومجموعات أخرى احتجاجات خارج فعالية لجمع التبرعات للحزب الديمقراطي لصالح الرئيس جو بايدن في راديو سيتي هول. وانضم إلى بايدن الرئيسان السابقان باراك أوباما وبيل كلينتون في هذا الحدث. وفي وقت لاحق من ذلك المساء، بعد انتهاء جمع التبرعات، واصلت منظمة في حياتنا احتجاجاتها خارج فندق إنتركونتيننتال نيويورك باركلي [الإنجليزية] حيث كان بايدن يقيم طوال الليل.
في 22 يونيو 2024، نظمت منظمة في حياتنا احتجاجًا ضد مظاهرة مشتركة نظمها المشرعون جمال بومان، وألكسندريا أوساكيو كورتيز، وبيرني ساندرز. وقالت منظمة في حياتنا إن المشرعين يجب أن يرفضوا تأييد بايدن كمرشح ديمقراطي في الانتخابات الرئاسية لعام 2024 والتوقف عن مساواة معاداة الصهيونية بمعاداة السامية. كان بومان وأوكاسيو كورتيز قد أدانوا في السابق احتجاج في حياتنا في معرض مذبحة مهرجان نوفا باعتباره معاديًا للسامية.

### احتلال الحرم الجامعي في جامعة كولومبيا
في 17 أبريل 2024، وصل المتظاهرون من في حياتنا إلى خارج جامعة كولومبيا لدعم احتلال الحرم الجامعي من قبل المتظاهرين الطلاب المؤيدين للفلسطينيين، مطالبين الجامعة بقطع جميع العلاقات المالية مع إسرائيل. نظمت منظمة في حياتنا احتجاجات حول محيط الحرم الجامعي لدعم المعسكر، واشتبكت مع شرطة مدينة نيويورك. وفي النهاية تم قمع المتظاهرين من قبل شرطة مدينة نيويورك، التي داهمت الحرم الجامعي في 30 أبريل.

### رد إدارة شرطة مدينة نيويورك
وقد دخلت منظمة في حياتنا في صدامات منتظمة مع شرطة مدينة نيويورك، واتهمتهم بتكثيف القمع ضد المظاهرات المؤيدة للفلسطينيين. نشرت شرطة مدينة نيويورك مجموعة الاستجابة الاستراتيجية [الإنجليزية] الخاصة بها وأطلقت طائرات هليكوبتر وطائرات بدون طيار في احتجاجات في حياتنا منذ بداية حرب غزة في 7 أكتوبر 2023 وحظرت استخدام مكبرات الصوت وأبواق الهواء تمامًا. أشارت صحيفة هيل غيت المحلية إلى هذا باعتباره «حملة متصاعدة على الاحتجاجات المؤيدة لفلسطين». في إحدى حالات العنف، اشتبك المتظاهرون من حركة في حياتنا مع شرطة مدينة نيويورك بعد تخريب مبنى صحيفة نيويورك تايمز [الإنجليزية]، وتمزيق الأعلام الأمريكية، ومحاولة اقتحام محطة جراند سنترال.
بعد احتجاجات يوم النكبة في 18 مايو 2024، تم تداول مقاطع فيديو تُظهر بعض المتظاهرين وهم يُدفعون إلى الأرض ويتعرضون للضرب بشكل متكرر من قبل الضباط. دافع رئيس بلدية نيويورك آدمز عن انتقادات رد فعل شرطة نيويورك، وأشاد به ووصف المتظاهرين في في حياتنا بأنهم «مجموعة غير منضبطة من الناس». قال كاز دوتري [الإنجليزية]، نائب مفوض العمليات في شرطة نيويورك، إن المظاهرة لم تكن سلمية وأن المتظاهرين بصقوا على الضباط وألقوا عليهم الماء وأشعلوا «مواد حارقة» وصعدوا على سطح حافلة تابعة لهيئة النقل الحضرية [الإنجليزية].

## اتهامات معاداة السامية
أشارت صحيفة تايمز أوف إسرائيل إلى حالات مختلفة من الانتقادات الموجهة إلى في حياتنا بسبب مشاعره المعادية لإسرائيل. وقد وصفتها صحيفة نيويورك جويش ويك [الإنجليزية] بأنها «متشددة» بسبب «ترديدها لأفكار حماس ودعوتها المتكررة إلى تدمير إسرائيل».
في مظاهرة نظمتها منظمة في حياتنا خلال اشتباكات الأقصى عام 2022 في القدس، هاجمت المنظمة سعادة مسعود مات جرينمان ‏، وهو رجل يهودي يرتدي العلم الإسرائيلي كعباءة. أقر مسعود بعد ذلك بالذنب في ارتكاب جريمة كراهية على المستوى الفيدرالي، والتي لم تستند فقط إلى هجوم مات جرينمان، بل أيضًا إلى حدثين سابقين اعتدى فيهما مسعود على أشخاص يهود. كان مسعود واحدًا من ثلاثة ناشطين في منظمة في حياتنا تم اعتقالهم أو سجنهم بتهمة مهاجمة اليهود اعتبارًا من نوفمبر 2023.
أدان السياسيون المحليون والوطنيون أن احتجاج في حياتنا خارج معرض نوفا، بمن فيهم المتحدث باسم البيت الأبيض أندرو بيتس والإسكندرية أوكاسيو كورتيز.
ذكرت صحيفة تايمز أوف إسرائيل في نوفمبر 2023 أن المجموعة نشرت خرائط على حساباتها على وسائل التواصل الاجتماعي توضح مواقع المنظمات التي تدعم إسرائيل في مدينة نيويورك، بما في ذلك القنصلية الإسرائيلية، والصندوق المركزي لإسرائيل [الإنجليزية]، والصندوق المجتمعي اليهودي، وبلاك روك، وصحيفة نيويورك تايمز، ومحطة بن، قائلة إن أيديهم «ملطخة بالدماء». وانتهى المنشور بعبارة «من النهر إلى البحر». وتعرضت هذه المنشورات لإدانة من جانب مسؤولين منتخبين وزعماء يهود، حيث زعموا أن الخرائط معادية للسامية. كما شاركت العديد من مجموعات (بالإنجليزية: CUNY) الأخرى الخرائط قبل أن يتم حذفها بواسطة في حياتنا. وذكرت منظمة في حياتنا أن «هذه المواقع تم اختيارها بسبب تواطؤها في الإبادة الجماعية للفلسطينيين وليس لها علاقة باليهودية أو الشعب اليهودي بشكل عام».

## وصلات خارجية
- الموقع الرسمي